# Линейни кораби тип „Минас Жерайс“
Минас Жерайс (на португалски: Minas Gerais, „Минас Жерайс“) са серия линейни кораби на ВМС на Бразилия. Всичко от проекта са построени 2 кораба: „Минас Жерайс“ (на португалски: Minas Geraes) и „Сао Пауло“ (на португалски: São Paulo).

## Предистория
Аржентино-чилийската надпревара във въоръженията (1887 – 1902 година), съвпадаща с падането на бразилската монархия и общата нестабилност в страната, поставя бразилския флот в положение, при което той отстъпва на съперниците и по качество, и по тонаж. През 1904 г. бразилските политици за първи път поставят въпроса за усилването на националния флот, преследвайки общата цел да се изведе Бразилия сред водещите световни държави. В края на 1905 г. са поръчани три броненосеца, но поръчката е отменена през 1906 г., скоро след като Великобритания построява революционния „Дредноут“ (HMS Dreadnought). Вместо броненосците на английските стапели са заложени корпусите на два бразилски дредноута от типа „Минас Жерайс“ с разчет построяването, в бъдеще, на още един.

## Конструкция
Към момента на построяването им това са най-силно въоръжените дредноути в света. По дебелина на бронята и защитеност на машинната установка „бразилците“ отстъпват на „Дредноут“.

## Силова установка
Силовата установка се състои от две парни машини и 18 хоризонтални водотръбни котела Бабкок и Уилкокс.

## „Минас Жерайс“
Линкорът „Минас Жерайс“ е заложен на 10 септември 1908 г. Строителството му се води от корабостроителницата на компанията „Армстронг“ в Елсуик. На 6 януари 1910 г. линкорът влиза в състава на флота.
След пристигането на линкора в Бразилия на него избухва метеж.
През 1952 г. линкорът е изваден от състава на флота.

## „Сао Пауло“
Линкорът „Сао Пауло“ е заложен на 30 април 1907 г. Строителството му протича в Бароу.
През 1920 г. линкорът 4 пъти пресича Атлантическия океан; 2 пъти с краля на Белгия, който посещава Бразилия с официална визита.
Корабът е изключен от състава на флота на 2 юли 1947 г.
На 4 ноември 1951 г. потъва при буксировка в северния Атлантик.